# Petrus Canisius Mandagi

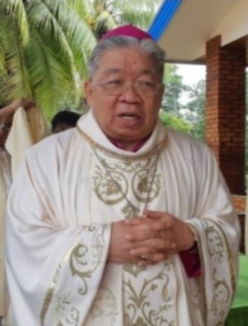
Petrus Canisius Mandagi, 2021

Petrus Canisius Mandagi MSC (* 27. April 1949 in Kamangta) ist ein indonesischer Ordensgeistlicher und römisch-katholischer Erzbischof von Merauke.

## Leben
Petrus Canisius Mandagi trat der Ordensgemeinschaft der Herz-Jesu-Missionare bei und empfing am 18. Dezember 1975 die Priesterweihe.
Papst Johannes Paul II. ernannte ihn am 10. Juni 1994 zum Bischof von Amboina. Der emeritierte Bischof von Amboina, Andreas Peter Cornelius Sol MSC, spendete ihn am 18. September desselben Jahres die Bischofsweihe; Mitkonsekratoren waren Josephus Tethool MSC, Weihbischof in Amboina, und Johannes Liku Ada’, Weihbischof in Ujung Pandang. Am 7. August 2019 wurde Mandagi zudem Apostolischer Administrator des Erzbistums Merauke.
Am 11. November 2020 ernannte ihn Papst Franziskus zum Erzbischof von Merauke. Die Amtseinführung erfolgte am 3. Januar 2021.